# 9 Samodzielna Brygada Kawalerii
9 Samodzielna Brygada Kawalerii (9 SBK) – wielka jednostka kawalerii Wojska Polskiego II RP.

## Formowanie i zmiany organizacyjne
Powstała w 1924 w wyniku pokojowej reorganizacji wielkich jednostek jazdy na bazie IX Brygady Jazdy. W tym okresie zmieniono również terminologię. Słowo „jazda” zamieniono na „kawaleria”.
W latach 1924–1926 Brygada podlegała bezpośrednio dowódcy Okręgu Korpusu Nr IX w Brześciu nad Bugiem. Dowództwo brygady stacjonowało w Baranowiczach.
Na podstawie rozkazu z 8 lutego 1929 roku o I fazie reorganizacji wielkich jednostek kawalerii 9 SBK została przemianowana na Brygadę Kawalerii „Baranowicze”. Jednocześnie w skład brygady został włączony 3 pułk strzelców konnych z rozformowanej XVIII Brygady Kawalerii.

## Organizacja pokojowa
- dowództwo 9 Samodzielnej Brygady Kawalerii
- 25 pułk Ułanów Wielkopolskich
- 26 pułk Ułanów Wielkopolskich
- 27 pułk ułanów
- 9 dywizjon artylerii konnej

## Dowódcy brygady
- płk kaw. Adolf Mikołaj Waraksiewicz (do 15 VII 1927)
- płk kaw. / gen. bryg. Stanisław Grzmot-Skotnicki (od 15 VII 1927)